# ブラッドファクトリー
『ブラッドファクトリー』（Blood Factory、アメリカではローデッド、Loaded）とは1996年1月にイギリスのen社が開発し、アメリカのインタープレイ・エンターテインメント社が発売したPlayStationとセガサターン用のアクションシューティングゲームである。
日本でも1996年の3月15日にPlayStationと11月29日にセガサターンの両ハードに移植された。日本版での販売元はエレクトロニック・アーツである。海外では続編『リローデッド』 (Re-Loaded) が発売され、3作目『フリーローデッド』 (Fully Loaded) も開発されていたが、こちらは未発売となっている。

## 概要
見下ろし型のアクションシューティングゲーム。銃器を手に、極悪非道の看守長ファブが支配する監獄惑星ラルフのファクトリー刑務所から脱獄を図る。プレイヤーは6人の個性的なキャラクター（囚人）から1人を選び、看守や囚人などの敵を倒し、カギを集めて出口を探しながら各ステージをクリアしていく。各キャラクターには異なる能力が備わっており、武器や特殊攻撃であるスーパーボムの種類も違っている。
倒した敵は焼け焦げたり血しぶきが画面上に残ったりと、スプラッター的な要素が強い過激なゲームとなっている。日本でプレイステーションにて発売されるに当たって、その過激な描写から、血の色を赤色から緑色に変更する予定があったが、結局血の色は変更されず、海外版のままローカライズして発売された。なお、プレイステーション版については、ゲーム内容に暴力シーンやグロテスクなシーンを含んでいることを注意・警告する注意文と、注意喚起マークを表記する赤い丸角の三角形（中に血液と暴力を示すトゲトゲのイラストをバックに「このゲームには暴力シーンやグロテスクな表現が含まれています。」の表記がある）がプレイステーションで初めて掲示されたゲームでもある。ドイツではこのゲームはBPjS（青少年に有害な図書のための連邦審査機関）の審査により、青少年に悪影響を及ぼすゲームとしてブラックリストに入れられた。
なお、『Blood Factory』(ブラッドファクトリー)は日本でのタイトルで、原題は『Loaded』(ローデッド)である。これは日本人にとって「ローデッド」はゲームディスクなどを読み込みを意味する「ローディング」をイメージしてしまうため(本来の意味は弾丸などの装填を意味する)。
BGMをイギリスのロックバンドポップ・ウィル・イート・イットセルフが担当している。
北米では1995年にDCコミックスから12ページ程の短編物語としてコミック化されているが、Interplay Entertainmentがゲームを発売する前に、ゲーム内容の短編物語のコミックを見て、ゲームを買って貰おうと言うマーケティング戦略があった。

## キャラクター
ファンク（Fwank）
武器：中性子球弾。
スーパーボム：テディーボム。
バズーカ型の武器に、ピエロの様なズダ袋のマスクを被って顔を隠している。風船を付けテディベアの人形パーシー君を持ったキャラクター。
キャプテン・ハンズ（Cap'n Hands）
武器：フリントロックス。
スーパーボム:ボルテックスボム。
武器は両手に持った2丁拳銃。半ばサイボーグ化し、カウボーイハットを被ったヒューマノイドの宇宙海賊。セガ・サターン版のソフトパッケージにはこのキャラクターが描かれている。
ブッチ（Butch）
武器:火炎放射器。
スーパーボム：リング爆弾。
肉切り包丁を持ち、武器に火炎放射器を持つ。盗癖があり、盗んだ女性用のドレスを着ている厳つい顔をした女装姿の男。続編『リローデッド』ではハイレグ水着姿で、武器は2丁のサブマシンガンだった。
ヴォックス（Vox）
武器：ハイフルフレイル。
スーパーボム：ソニックブラスト
唯一の女性キャラクターで、シレーン（静寂）のニックネームを持つ。拡声信奏教団ダベリングの僧侶が開発したラップマスターマイクが武器。
バウンガ（Bounca）
武器:ミサイル。
スーパーボム:フラグミサイル
多くの未開の惑星を探検してきた男でタキシードを着ている。
マーマー（Mamma）
武器:プラズマガン
スーパーボム:リプルボム。
中身が赤ん坊のままでオムツを履いた体だけ巨体化した男。赤ん坊時に宇宙空港に置き去りにされたマーマーは寂しさからゴミ箱の残飯を食べ漁って育ったため、何の教育も受けず体だけ巨漢と化した。続編のリローデッドではウサギ耳が付いたベビー服姿で、女の子の人形を持っていた。「マーマー」しか言葉が話せない。
ファブ（Fub）
監獄惑星ラルフのファクトリー刑務所の看守長。自分の体をサイボーグ化し、油圧式パワーレッグを使いている。元海兵隊員で食料班に配備されていたが、宇宙戦争で磁気砂漠における戦闘を最後に海兵隊を除隊した。

## リローデッド（Re-Loaded）
1996年12月1日にローデッド（ブラッドファクトリー）の続編として、プレイステーションとPCにリリースされた。国内では未発売。
カギを集めて出口を見つけてステージクリアするシステムは前作とは変わらないが、施設の破壊などの目的達成も必要となる。
前作から登場するキャプテン・ハンズ、ブッチ、バウンガ、マーマーのほかに、シスター・マグピーとザ・コンシューマーが新しくプレイヤーキャラクターとして選択することが可能である。なお、チートで前作のファンク（Fwank）も登場する。

### あらすじ
倒したはずの監獄惑星ラルフの看守長ファブがチェブ（CHEB）と名乗り復活した。
チェブの為に6人を殺そうとするサイコ・コレクターの世界に魅了されるが、彼らはサイコ・コレクターを殺害し、復讐の為にチェブを倒す。

### リローデッドからの登場人物
ザ・コンシュマー（The Consumer）
ピンクの髪が特徴のセックスシンボルともいうべき女性。幼女の頃から人食いを楽しんでおり、人肉をミートソースに使う肉にして食べるため、ミンチにしている。また人の骨まで噛み砕けるように、歯を鋭いギザギザの歯に強化している。前作のファンクに似たスタイルを使用している。
シスター・マグピー（Sister Magpie）
地獄から来た修道女型の女性アンドロイド。プレデターのようなかっこうをしている。武器は特殊な巨大キャノン型のマグナム銃。
サイコ・コレクター（Psycho-Collector）
角が生えた悪魔のような姿をしている。